# Pascal Duquenne

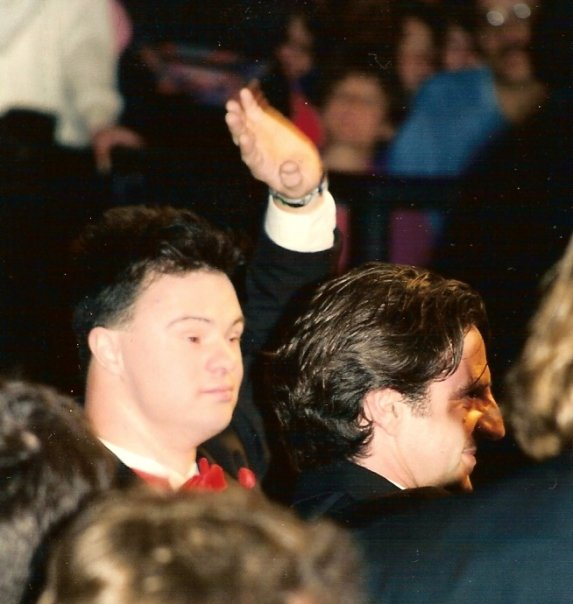
Pascal Duquenne mit Daniel Auteuil in Cannes, 1996

Pascal Duquenne (* 8. August 1970 in Vilvoorde) ist ein belgischer Theater- und Filmschauspieler. Der Behindertensportler, der mit dem Down-Syndrom zur Welt kam, wurde einem breiten Publikum durch seine wiederholte Zusammenarbeit mit dem Filmregisseur Jaco Van Dormael bekannt. Für Van Dormaels Spielfilm Am achten Tag (1996) erhielt er den Darstellerpreis der Internationalen Filmfestspiele von Cannes.

## Leben

### Ausbildung und Zusammenarbeit mit Van Dormael
Nach dem Besuch eines normalen Kindergartens wechselte Pascal Duquenne auf eine Sonderschule, wo er an den Sport herangeführt wurde. Ersten Erfolg hatte er als Behindertensportler. Er trat bereits im Alter von elf Jahren bei den Special Olympics in Erscheinung, dem zehn weitere Teilnahmen im Weitsprung und Lauf- und Schwimmwettbewerben folgten. Für sein Heimatland gewann er zwölf Medaillen, darunter eine Goldmedaille bei Schwimmwettkämpfen. Parallel zum Sport begann Duquenne sich bereits als Kind für Musik, Tanz und Schauspielerei zu interessieren. Gefördert von seinen Lehrern wurde er 1985 Mitglied der bekannten Behinderten-Theatergruppe Créahm (Créativité Handicapés mentaux trisomiques) und nahm an Theatertourneen teil. Dort entdeckte ihn der Filmregisseur Jaco Van Dormael, der ihm 1991 die erste Filmrolle anvertraute. In Van Dormaels preisgekröntem Drama Toto der Held mimte Duquenne den Bruder des Titelhelden, Célestin, der trotz seiner Behinderung glücklich sein Leben verbringt. Die kleine Rolle in dem preisgekrönten Film brachte ihm Lob seitens der Kritiker ein. So zählte Filmkritiker Günther Bastian die Szenen mit Duquenne zu den „innigsten und anrührendsten“ des gesamten Films.
Fünf Jahre nach den Dreharbeiten zu Toto der Held entwickelte Van Dormael das Drehbuch zu dem Drama Am achten Tag (1996) und schrieb Duquenne die Hauptrolle des Georges auf den Leib. Der junge Mann mit Down-Syndrom wird nach dem Tod seiner Mutter in einem Heim für geistig Behinderte untergebracht. Dort ist aber niemand in der Lage, auf seine Bedürfnisse, Empfindungen und Vorstellungen einzugehen, und so flüchtet er sich in seine Gedankenwelt. Durch einen nächtlichen Verkehrsunfall macht der naive und störrische junge Mann die Bekanntschaft mit dem egozentrischen Werbefachmann Harry (gespielt von Daniel Auteuil). Dessen beruflicher Erfolg hat zur familiären Krise und Trennung von seiner Frau und den gemeinsamen Kindern geführt. Trotz anfänglicher Probleme findet Harry bald Trost und Nähe bei Georges. Duquenne meisterte die schwierigen, achtzehn Wochen andauernden Dreharbeiten und synchronisierte sich auch selbst nach, was er bei seinem Spielfilmdebüt nicht geschafft hatte. Beim Erlernen des Textes unterstützte ihn die Ehefrau des Filmregisseurs. Sie sprach ihm seinen Text auf Kassetten, die er über Kopfhörer monatelang abhörte.

### Triumph in Cannes
Am achten Tag stand in der Gunst von Kritikern und Publikum und brachte Duquenne gemeinsam mit seinem Kodarsteller Daniel Auteuil 1996 den Darstellerpreis der Internationalen Filmfestspiele von Cannes ein. Es war das erste Mal, dass ein Schauspieler mit Down-Syndrom einen großen Preis bei einem Filmfestival erhielt. Zur selben Zeit beendete Duquenne nach vier Jahren seine Ausbildung an einer Musikhochschule in Brüssel, wo er der einzige behinderte Student war. Nach dem Triumph in Cannes war er gemeinsam mit Auteuil ein gern gesehener Gast in französischen Fernsehsendungen wie 20 heures, und die Behinderung rückte in den Mittelpunkt der Medien. Ebenso reiste Duquenne um die Welt, um Van Dormaels Film vorzustellen. Noch im selben Jahr erhielt er mit dem Joseph-Plateau-Preis auch den wichtigsten Filmpreis Belgiens zugesprochen. In Deutschland hob die Süddeutsche Zeitung Duquennes Schauspielleistung hervor: „Duquenne leidet selbst am Down-Syndrom, doch Van Dormael hat ihn nicht zum Gegenstand einer cinéma-verité-Spekulation gemacht, sondern läßt ihn agieren wie jeden anderen professionellen Schauspieler auch, präzis, kontrolliert und mit der sichtbaren Freude an der Ausübung seines Handwerks.“ Die New York Times sprach von einer „rudimentären Leistung“, deren Vorteil in der Spontanität und Echtheit liege. Negative Stimmen bezeichneten dagegen die Inszenierung des Regisseurs als zu verkitscht und zogen Parallelen zu dem Autisten-Drama Rain Man.
Nach dem Erfolg seiner ersten Hauptrolle lehnten die Eltern Duquennes, bei denen er in Vilvoorde lebte, vorerst alle folgenden Rollenangebote ab. Auch Projekte aus Hollywood schlugen die Eltern aus, da ihr Sohn kein Englisch sprach und mehrere Monate auf sich allein gestellt gewesen wäre. 2002 zog er in eine eigene Wohnung ins Zentrum von Brüssel. Dort entstanden drei Häuser, in denen 19 Jugendliche mit Down-Syndrom eigenständig leben und betreut werden. Getragen wurde das Projekt von der Trisomie-21-Elterninitiative Le huitième jour, benannt nach Duquennes Erfolgsfilm und unter der Leitung des Regisseurs Jaco Van Dormael stehend. 2004 erhielt Duquenne für seine Verdienste als Schauspieler und Behindertensportler den belgischen Kronenorden verliehen und wurde in den Rang eines Kommandeurs erhoben. Im selben Jahr übernahm Duquenne einen Gastauftritt in der französischen Fernsehserie Commissaire Moulin (2004); zwei Jahre später folgte eine Nebenrolle in dem belgischen Thriller The Room (2006). Sein Leben hat sich heute kaum verändert. Regelmäßig widmet er sich sportlichen Aktivitäten und nimmt an Schwimmwettkämpfen für Behinderte teil. Ebenso ist er der Arbeit mit der Theatergruppe Créahm treu geblieben, widmet sich aber weitestgehend anderen Kunstrichtungen. Duquenne begeistert sich heute für die Gravurtechnik und die Malerei. Seine Bilder wurden in Brüssel öffentlich ausgestellt.
Anfang Januar 2009 wurde Duquenne als Gesicht der französischen Werbekampagne des Mobilfunkanbieters simyo gewonnen. Der Werbeslogan Cet Homme Est Différent (dt.: „Dieser Mensch ist anders“) und sein Auftreten in Fernsehspots mündeten in eine öffentliche Diskussion, ob die Behinderung des 38-Jährigen für kommerzielle Zwecke genutzt werden dürfe. Unterstützung dagegen fand die Werbekampagne bei französischen Behindertenorganisationen wie UNAPEI. Im selben Jahr setzte Jaco Van Dormael ihn erneut als Schauspieler in seinem Spielfilm Mr. Nobody (2009) ein, der eine Einladung in den Wettbewerb der 66. Filmfestspiele von Venedig erhielt. 2015 war Duquenne in Van Dormaels Spielfilm Das brandneue Testament zu sehen, der belgischen Einsendung für die Oscarverleihung 2016 in der Kategorie Bester Fremdsprachiger Film.

## Filmografie
- 1991: Toto der Held (Toto le héros)
- 1995: Lumière et Compagnie
- 1996: Am achten Tag (Le huitième jour)
- 2004: Kommissar Moulin (Commissaire Moulin; Fernsehserie, Episode: Bandit d'honneur)
- 2006: The Room
- 2009: Mr. Nobody
- 2015: Das brandneue Testament (Le tout nouveau testament)

## Auszeichnungen
- 1996: Internationale Filmfestspiele von Cannes 1996: Bester Darsteller für Am achten Tag (gemeinsam mit Daniel Auteuil)
- 1996: Joseph-Plateau-Preis Bester belgischer Darsteller für Am achten Tag